# Daniel Wełna
Daniel Wełna, född den 3 december 1955 i Bydgoszcz, Bydgoszcz, är en polsk kanotist.
Han tog bland annat VM-guld i K-4 500 meter i samband med sprintvärldsmästerskapen i kanotsport 1977 i Sofia.